# Paolo Guerrieri Paleotti
Paolo Guerrieri Paleotti (Roma, 4 marzo 1947) è un economista e politico italiano.

## Biografia
Professore di Economia alla "Sapienza" Università di Roma, dove si è laureato nel 1970.
Bachelor of Philosophy nel 1971-1972 e poi Bachelor of Letters nel 1972-1973 all'Università di Oxford. Nel 1976 è stato Visiting Scholar all'Università di Harvard.
Successivamente Visiting Professor presso il Collegio d'Europa di Bruges (Belgio) e Natolin, Varsavia (Polonia), l'ULB di Bruxelles in (Belgio), l'Università della California - Berkeley e la "School of Business Administration" dell'Università della California, San Diego negli (USA), ed infine l'Università Complutense di Madrid in Spagna.
Membro del Consiglio Scientifico della Treccani, del "Think Tank 20" della Brookings Institution di Washington e Presidente del Comitato scientifico del CER (Centro Europa Ricerche) a Roma, (Italia).
Ha lavorato come consulente per diverse istituzioni e organizzazioni internazionali, tra cui la Banca Mondiale, la Commissione europea, l'Organizzazione per la cooperazione e lo sviluppo economico (OCSE) e la CEPAL.
Vive a Roma.

### Elezione a senatore
Nel 2013 viene eletto senatore della XVII legislatura della Repubblica Italiana nella circoscrizione Liguria per il Partito Democratico.

## Pubblicazioni
Autore di 18 libri, monografie e antologie e più di 105 articoli e capitoli di libri in materia di economia internazionale, integrazione economica europea, cambiamento tecnologico.
Di seguito le opere:
LIBRI
- The Economic Impact of Digital Technologies: Measuring Inclusion and Diffusion in Europe, Edward Elgar, Cheltenham, UK, Northampton, USA, 2011 (with S. Bentivegna).
- Business Services: the New Frontier of Competitiveness, IAI e Fondazione Masi, Rubbettino, 2010, (with G.Giovannetti, B.Quintieri).
- L'architettura del mondo nuovo: governance economica e sistema multipolare, Il Mulino, Bologna, 2010 (with D.Lombardi).
- Economia europea: tra crisi e sfide globali (The European economy: between crisis and global challenges), Il Mulino, 145, 2009 (with Padoan,P.C).
- Modelling ICT as a general purpose technology: evaluation models and tools for assessment of innovation and sustainable development at the EU level, Collegium UP, 195, 2007 (with Padoan,P.C).
- Cultural Diversity and International Economic Integration, Edward Elgar, 287 2005 (with Iapadre,L., Koopmann,G).
- Free Trade and Multilateral Rules (The Wto and the new multilateral round), (editor), Il Mulino, Bologna, 2003
- L'’Italia nella competizione tecnologica internazionale (Italy in the global technological competition), Franco Angeli, Milano, 2002 (with S.Ferrari, F. Malerba, S.Mariotti)
- Trade, Investment and Competition Policies in the Global Economy: The Case of the International Telecommunication Regime, (editor with H.S. Scharrer), Nomos Verlag, Baden Baden, 2002.
- The Global Challenge to Industrial Districts: Small and Medium–Sized Enterprises in Italy and Taiwan, Edward Elgar, London, 2001 (with S.Iammarino and C. Pietrobelli)
- Global Governance, Regionalism and the Internationmal Economy, (with H.E.Scharrer), Nomos Verlagsgesellschaft, Baden-Baden, 2000.
- The Economic Challenge for Europe: Adapting to Innovation Based Growth (with J.Fagerberg e B.Verspagen), Edward Elgar, London, 1999.
- Tecnologia, crescita e occupazione, (Technology, Growth and Employment), (editor and contributor), Città della Scienza, CUEN, Napoli (con M.Pianta), 1998
- Per una politica economica estera dell'Italia nell'era della competizione globale (Italy's Foreign Economic Policy in the Global Age), (editor and contributor), Il Mediocredito Centrale, Roma (con G.Bonvicini), 1997
- New Challenges to International Cooperation: Adjustment of Firms, Policies and Organizations to Global Competition, co-editor and contributor, (University ofCalifonia, San Diego, Graduate School of International Relations and Pacific Studies, 1993) (with P.Gourevitch).
- Politiche economiche nazionali e regimi internazionali (National Economic Policies and International Regimes), co-editor and contributor, (Franco Angeli, Milano, 1991) (with P.C.Padoan)
- L'Italia e il commercio mondiale (Italy and the World Trade), co-author, (Bologna: Il Mulino, 1990) (with C.Milana)
- La sfida high-tech (The Challenge in High-Tech Competition), co-editor and contributor, (Milano: Il Sole-24 ORE, 1990) (with E.Sassoon)
- The Political Economy of European Integration, co-editor and contributor, (London, New York: Harvester Wheatsheaf , 1989) (with P.C.Padoan).
- The Political Economy of International Cooperation, co-editor and contributor, (London: Croom Helm, 1988) (with P.C.Padoan).

ARTICOLI ACCADEMICI
- 2014, “Per ripartire dalla manifattura”, Economia Italiana, n.1.
- 2013, “Getting back to growth in Italy and Europe”, Review of Economic conditions in Italy, December.
- 2013, Intra-european imbalances, competitiveness and external trade: a comparison between Italy and Germany, in Competitiveness in the European Economy (edited by Stefan Collignon and Piero Esposito)  Routledge –London.
- 2013, The determinants of macroeconomic imbalances in the Euro area: the Role of External Performances, in Public Debt, Global Governance and Economic Dynamism  (edited by Luigi Paganetto) Springer-Verlag Italia, (with P. Esposito).
- 2013, “Intra-European imbalances, adjustment, and growthin the Eurozone,” Oxford Review of Economic Policy, Oxford University Press, vol. 28(3), pages 532-550, Autumn.
- 2013, “The use of business services and international competitiveness in Europe: a sectoral analysis”, Review of Economic Conditions in Italy, December, 2013 (with Rinaldo Evangelista, Valentina Meliciani).
- 2012, “Italia e Germania: due modelli di crescita export-led a confronto (Is Germany a model to copy for Italy? A comparison between two export led growth models)”,  Economia e Politica Industriale , Fasc. 2, 2012 (with P. Esposito).
- 2012,” Intra-European Imbalances: the Need for a Positive-sum-game Approach”, International Economics, Chatham House briefing paper, December 2012, IE BP 2012/03.
- 2012, The Eurozone Crisis Still Threatens Global Growth. in New Challenges for the Global Economy, New Uncertainties for the G-20, Brookings Institution, Washington D.C., June.
- 2012, Trade openness and production fragmentation, Review of International Economics (special issue), (with F. Vergara Caffarelli), Volume 20, Issue 3, pp. 535–551. August.
- 2011, The risk of prolonged stagnation and the need of international concerted action, in Beyond Macroeconomic Policy Coordination Discussions in the G-20, Brookings, Washington DC.
- 2010, Multipolar governance and global imbalances, International Affairs, Volume 86, Issue 3, pages 681–692, May.
- 2009, A continuous time model of European growth, integration and technology diffusion: the role of distance. Economic Modeling, 26 (3), 163-170 (with B.Maggi, V.Meliciani,P.C.Padoan).
- 2007, Special Interest Groups and Trade Policy in the EU. Open Economies Review, vol. 19, n. 4, 457-478, (with M.Belloc).
- 2007, The dynamics of export specialisation in the regions of the Italian Mezzogiorno: persistence and change. Regional studies , vol. 41,no. 7, 933-948, (with S.Iammarino).
- 2006, The Trade Regionalism of the United States and the European Union: Cooperative or Competitive Strategies. International Trade Journal, 20, 3, 85-93, (with D.Dimon).
- 2006, Old and New Forms of Clustering and Production Networks in Changing Technological Regimes: Contrasting Evidence from Taiwan and Italy. Science, Technology and Society, vol. 11, n.1, 9-38 (with C. Pietrobelli).
- 2009, A continuous time model of European growth, integration and technology diffusion: the role of distance. Economic Modeling, 26 (3), 163-170 (with B.Maggi, V.Meliciani,P.C.Padoan).
- 2007, Special Interest Groups and Trade Policy in the EU. Open Economies Review, vol. 19, n. 4, 457-478, (with M.Belloc).
- 2007, The dynamics of export specialisation in the regions of the Italian Mezzogiorno: persistence and change. Regional studies , vol. 41, no. 7, 933-948, (with S.Iammarino).
- 2006, The Trade Regionalism of the United States and the European Union: Cooperative or Competitive Strategies. International Trade Journal, 20, 3, 85-93, (with D.Dimon).
- 2006, Old and New Forms of Clustering and Production Networks in Changing Technological Regimes: Contrasting Evidence from Taiwan and Italy. Science, Technology and Society, vol. 11, n.1, 9-38 (with C. Pietrobelli).
- 2006, EU's Regional Trade Strategy, the Challenges Ahead, The International Trade Journal, Vol. 20, No. 2., 139-184.
- 2005, “Technology and international competitiveness: The interdependence between manufacturing and producer services”, Structural Change and Economic Dynamics, (with V. Meliciani)
- 2005, “Technology diffusion, services and endogenous growth in Europe. Is the Lisbon strategy useful?”, Rivista di Politica Economica, vol. 95, pp. 271–317 and Working Paper International Monetary Fund (with P., B. Maggi, V. Meliciani, P.C. Padoan);
- 2004, “Industrial Districts' Evolution and Technological Regimes: Italy and Taiwan” Technovation, 24 , pp. 899–914 (with C. Pietrobelli).
- 2004, “Which factors affect IT investment in European countries? A panel data analysis”, in Rivista di Politica Economica, January-February 2005, 3rd series, (with P., C. Jona-Lasinio, S. Manzocchi)
- 2003,“Real Competitive Advantage in the Single Currency Europe” in Regional Convergence in the European Union Facts, Prospects and Policies by Cuadrado-Roura, J.R., Parellada, M., (eds.), Springer.
- 2002,“Global Governance and Telecommunication Regimes” in Trade, Investment and Competition Policies in the Global Economy: The Case of the International Telecommunication Regime, Nomos Verlag, Baden Baden.
- 2002,“Trade opennes, industrial change and economic development” in Finance and Competitiveness in Developing Countries, by Josè Maria Fanelli and Rohinton Medhora (eds.), Routledge Studies in Development Economics, London and New York.
- 2002,“Il commercio internazionale nell'alta tecnologia' (International trade in high-tech sectors), in L'Italia nella competizione tecnologica Internazionale: Terzo Rapporto, edited by S. Ferrari et al., Franco Angeli, Milan.
- 2001,“The Dynamics of Italian Industrial Districts: Towards A Renewal of Competitiveness?”, in The Global Challenge to Industrial Districts: Small and Medium–Sized Enterprises in Italy and Taiwan, Edward Elgar, London, (with S.Iammarino)
- 2001,“Models of Industrial Districts and Technological Regimes”, in The Global Challenge to Industrial Districts: Small and Medium–Sized Enterprises in Italy and Taiwan, Edward Elgar, London, 2001 (with C. Pietrobelli)
- 2001,“Trade Openness, industrial change and economic development”, in Finance and Competitiveness in Developing Countries, edited by J.M.Fanelli and R.Medhora, Routledge, London and New York
- 2000, “Global Regionalism: trends and perspectives”, in Global Governance, Regionalism and The Global Economy, co-edited with H.E.Scharrer, Nomos Verlag, Baden Baden, (with I.Falautano).
- 2000, “The Millennium Round and Developing Countries: Main Areas of Negotiations” paper for the First Conference of the Global Development Network, promoted by the World Bank “GDN99: Bridging Knowlegde and Policy”,Bonn, 5-8 December 1999, The International Spectator, IAI, n.2/2000, (with I.  Falautano).
- 1999, “International Competitiveness, Regional Integration and Corporate Strategies in the East Asian electronic Industries”, in Rivalry or Riches: International Production Networks in Asia, edited by M.Borrus, D.Ernst, S.Haggard, Routledge, San Diego.
- 1999, “Patterns of national specialisations in the Global Competitive Environment”, in Innovation Policy in a Global Economy, edited by D.Archibugi, C.J. Howells, J.Nichie, Cambridge University Press, UK.
- 1999, “La Competitività tecnologica dei Paesi Europei” (Technological competitiveness in the EU countries) , in L'Italia nella competizione tecnologica Internazionale, edited by S. Ferrari et al., Franco Angeli, Milan.
- 1999, “Technology and Structural Change in the Trade Pattern of the Former Centrally Planned Economies”, in Innovation and Structural Change in Post-Socialist Countries: A quantitative approach, edited by D.A. Dyker, S. Radosevich, Kluwer Academic Publisher, Boston, London.
- 1998, Trade patterns and regimes in Asia and Pacific, in Asia-Pacific Crossroads, V.K. Aggarwal and C.E.Morrison (eds.), San Martin's Press, New York.
- 1998, International patterns of technological accumulation and trade, in Trade, Growth and Technical Change, D.Archibugi and J.Michie (eds.), Cambridge University Press (with. G.Amendola and P.C.Padoan).
- 1998, “Agglomeration Economies, Cluster Effects and Industrial Districts: a Survey of the Literature”, mimeo TSER Project, Rome: Institute of International Affairs. (with S. Iammarino and C. Pietrobelli).
- 1998, High-technology industries and international competition, in Trade, Growth and Technical Change, D.Archibugi and J.Michie (eds.), Cambridge University Press (with. C. Milana)
- 1998, La nuova fase di competizione globale e le politiche economiche estere dei paesi più avanzati (The new phase of global competition and the foreign economic policies of the most advanced countries) in Per una politica economica estera dell'Italia nell'era della competizione globale (Italy's Foreign Economic Policy in the Global Age), P.Guerrieri and G.Bonvicini (eds.), Il Mediocredito Centrale
- 1998, “The Dynamics of International Competitiveness: First Results from an Analysis at the Industry Level”, in LABOUR, Review of Labour Economics and Industrial Relations, vol.12, n.2, summer, pp. 239–253
- 1998, Cambiamento tecnologico e competitività dell'Europa e dell'Italia, (Technological change and the competitiveness of Europe and Italy) in Tecnologia, crescita e occupazione, (Technology, Growth and Employment), (editor and contributor), CUEN, Napoli
- 1998, Patterns of national specialization in the global competitive environment, in Technological Globalisation: the End of the Nation State? (D.Archibugi and J.Michie), Cambridge University Press, 1997
- 1997, Interindustry Differences in Technical Change and National Patterns of Technological Accumulation, in Systems of Innovation: Technologies, Institutions and Organizations, C.Edquist (ed.), Oxford University Press (con A.Tylecote), 1997.
- 1996, Patterns of Trade and Foreign Direct Investment in European Manufacturing: “Convergence” or “Polarisation”? in Rivista Italiana degli Economisti, a. I, n. 2, Agosto (con S. Manzocchi), 1996.
- 1996, Cultural and institutional determinants of national technological advantage: equilibrium dynamics versus path-dependence in the European case, in Technology and Structure, ASEAT Manchester University Press, U.K., (con A. Tylecote), 1996.
- 1996, Strategic Trade Policy: a Review of the Theoretical Debate, in The International Trade Journal, Volume 10, No.1, Spring (con P.C. Padoan), 1996.
- 1995, Changes and Trends in the World Trade in High Technology Industries, Cambridge Journal of Economics, febbraio, con C.Milana.
- 1995, “Superlatives indexes of price competitiveness and effective exchange rates”, in Patterns of Trade, Competition and Trade Policies, B.Quintieri (ed.), Avebury, England (con C.Milana)
- 1994, National Competitive Advantages and Microeconomic Behaviour: the European Case, Economics of Innovation and New Technology, vol.3, (with A.Tylecote).
- 1994, “Trade Integration of Eastern Europe and the Former Soviet Union into the World Economy : A Structuralist Approach”, in B. Crawford (ed.), ‘Markets, States, and Democracy: The Political Economy of Post-Communist Transformation', Westview Press, Berkeley, Calif., 1994
- 1994, L'Italia ed il Mercato Interno Europeo: tra convergenza e polarizzazione, in L'Economia italiana dagli anni Settanta agli anni Novanta, F.Pizzuti (ed.), McGraw-Hill Italia (con S.Manzocchi e P.C.Padoan).
- 1993, Convergenze reali e processo di integrazione in Europa: le sfide da raccogliere, in Europa-Europe, 3, II
- 1993, New Indicators of Price Competitiveness and Effective Exchange Rates, Welwirtschaftliches Archiv, no. 4, (with C.Milana).
- 1993, Mercato Interno, Modelli di Specializzazione e Politiche Industriali, in CER/IRS, Rapporto sulla Industria e Politica Industriale Italiana, 1993, Il Mulino, Bologna (with S.Manzocchi, P.C.Padoan)
- 1993, Trade Patterns of Eastern Europe and European Economic Integration, in Wolfgang Blaas and John Foster (eds) Mixed Economies in Europe: East and West, Cheltenham: Elgar
- 1992, International Patterns of Technological Accumulation and Trade, Journal of International Comparative Economics, n. 3, (with G.Amendola e P.C.Padoan).
- 1992, European Integration and Economic Policies: A Three Level Game, The International Spectator, vol. XXVII, No. 2 April-June, pp. 17–30.
- 1992, International Competitiveness of Eastern Europe and East-West Trade Integration, in International Trade and Finance in a Rapidly Changing Environment, K. Fatemi (editor), vol. IV, Laredo State University Press, Laredo (Texas).
- 1992, Specializzazione commerciale e specializzazione tecnologica: un confronto internazionale, in A. Boitani, E. Ciciotti (eds.), Innovazione e competitività nell'industria italiana, Il Mulino, Bologna (with G.Amendola, P.C.Padoan).
- 1992, L'economia mondiale tra interdipendenza e oligopolio, in L'Italia verso il 2000: Le Istituzioni, la società, l'economia, AA.VV, vol. I, SIPI, Collana Studi e Ricerche, Confindustria Centro Studi, Roma (with P.C.Padoan).
- 1992, “Technology and International Trade Performance of the Most Advanced Countries”, BRIE Working Paper, University of California, Berkeley.